# Električni induktivitet
Električni induktivitet, induktivnost ili induktivitet (oznaka L) je fizikalna veličina koja opisuje svojstvo električnog vodiča da se opire promjeni jakosti električne struje, osobito izraženo kod električnih zavojnica. Električni induktivitet je količnik električnoga napona induciranoga na krajevima električne zavojnice i brzine kojom se mijenja jakost električne struje u električnoj zavojnici. To je koeficijent razmjernosti između induciranoga napona Ui i brzine promjene jakosti struje dI/dt kroz vodič: 
{\displaystyle U_{i}=-L\cdot {\frac {dI}{dt}}}
Mjerna jedinica induktivnosti je henri (H).
Električni induktivitet je fizikalna veličina kojom se izražava odnos između magnetskog toka ΦB obuhvaćenog (ulančenog) električnom strujom u nekom krugu i jakosti te struje  I:
{\displaystyle L={\frac {\Phi _{B}}{I}}}
Ujedino se uz induktivitet veze i pojam induktivnosti, a induktivnost je svojstvo induktiviteta da u sebi skladišti magnetsku energiju. 

## Elektromagnetska indukcija
Elektromagnetska indukcija je pojava da se u zavoju vodljive žice stvara (inducira) električni napon (elektromotorna sila) ako se mijenja magnetski tok što ga zavoj obuhvaća. Ako promjenljivi magnetski tok umjesto kroz jedan zavoj prolazi kroz zavojnicu s N zavoja, bit će ukupni inducirani napon zavojnice N puta veći, jer se naponi svih zavoja zbrajaju. Zbog tih napona teći će i električna struja ako se zavoju ili električnoj zavojnici zatvori strujni krug. Pokuse o elektromagnetskoj indukciji prvi je otkrio M. Faraday 1831. i pokazao kako se promjenom magnetskoga toka može dobiti inducirani napon. Prva je mogućnost da se zavoj pomiče u magnetskom polju ili da se uza zavoj koji miruje pomiče magnet, pri čemu se promjena magnetskoga toka može slikovito shvatiti kao presijecanje magnetskih silnica električnim vodičem zavoja. Tako dobiveni inducirani napon označuje se kao napon pomicanja. No i bez ikakva relativnog pomicanja može se u zavoju ili zavojnici dobiti inducirani napon ako je promjenljivo magnetsko polje proizvedeno promjenljivom strujom. Za to je potrebna takozvana primarna zavojnica, u kojoj teče promjenljiva struja (na primjer izmjenična električna struja), i uz nju, sekundarna zavojnica, u kojem će promjenljivo magnetsko polje inducirati napon. Zbog međusobnoga magnetskoga djelovanja primarne zavojnice na sekundarnu, ta se pojava naziva međusobnom indukcijom. No, kako je i zavojnica koja proizvodi promjenljivi magnetski tok obuhvaćena silnicama vlastitoga toka, njoj će biti induciran napon samoindukcije.

## Samoindukcija
Uzme se elektromagnet i spoje se krajevi žice preko prekidača s polovima akumulatora. Neka elektromagnet ima najmanje 300 zavoja debele žice. Kada se prekine strujni krug, pojavit će se na mjestu prekida jaka električna iskra kakvu ne bismo dobili kod običnog prekida spoja između polova akumulatora. Znači da se u ovakvom spoju s elektromagnetom pojavio mnogo veći električni napon od napona akumulatora. To pokazuje voltmetar ako se uključi između dovodnih žica. Kad električna struja teče, voltmetar pokazuje mali otklon, a kod prekida struje kazaljka voltmetra se jako otkloni na suprotnu stranu. 
Ovu pojavu tumačimo na sljedeći način. Pri ukapčanju strujnog kruga stvara se u zavojnici elektromagneta magnetsko polje, te zavoji zavojnice sijeku magnetsko polje. Zbog toga se u zavojnici inducira električni napon koji je suprotnog smjera od električnog napona akumulatora. Iz tog razloga na početku teče slaba struja. Kad prekinemo strujni krug, nastaje električni napon takvog smjera da nastoji održati električnu struju. Ona će, dakle, biti istog smjera kao struja koja se prekida. 
Induciranje električnog napona u nekom dijelu strujnog kruga zbog promjene magnetskog polja koja je uzrokovana vlastitom električnom strujom zove se samoindukcija. Samoindukcija je velika kod elektromagneta, a slabija kod zavojnice bez željeza. Iz pokusa vidimo da za smjer struje samoindukcije vrijedi također Lenzov zakon.
Veličina induciranog električnog napona samoindukcije bit će to veći što zavojnica ima više zavoja i što je veća brzina promjene magnetskog toka. Smjer električnog napona samoindukcije Ui je uvijek takav da ona nastoji spriječiti promjenu, koja ju je izazvala. Ako struja u kratkom vremenu dt sekunda naraste na dI ampera, onda je dI/dt brzina porasta struje, pa je:
{\displaystyle U_{i}=-L\cdot {\frac {dI}{dt}}}
gdje je: L - koeficijent samoindukcije ili induktivitet i svojstvena je veličina za električni vodič. Mjerna jedinica za induktivitet je 1 henri (H). Induktivitet od 1 H ima zavojnica u kojoj promjena jakosti električne struje od 1 amper (A) u sekundi izaziva elektromotornu silu od 1 volt (V).
{\displaystyle L=-U_{i}\cdot {\frac {dt}{dI}}}
pa je:
{\displaystyle \mathrm {H} =-\mathrm {V} \cdot {\frac {\mathrm {s} }{\mathrm {A} }}}
Da je induktivitet uzrok što jakost električne struje u nekom strujnom krugu sa zavojnicom ne postiže odmah onu vrijednost koju bi struja trebala da ima po Ohmovu zakonu, već tu vrijednost postiže nakon izvjesnog vremena, može se pokazati s pokusom. Uzme se strujni krug s dvije paralelne grane. U jednoj grani su elektromagnet i električna žarulja spojeni u seriju, a u drugoj se grani nalazi ravan električni vodič i električna žarulja. Kad se pusti struja, žarulja će u grani s elektromagnetom trebati neko vrijeme da se užari do punog sjaja zbog suprotnog električnog napona samoindukcije, dok će u grani s ravnim vodičem zasvijetliti odmah punim sjajem. 
Zbog pojave samoindukcije nastaje prilikom prekida električne struje u prekidačima kod mnogih aparata električna iskra koja prouzrokuje kvarove. Zato se takvi prekidači obično stavljaju u ulje koje je dobar električni izolator.

## Međusobna indukcija
Priključi se električna zavojnica na strujni krug u kojem se nalazi tipkalo i akumulator. Uz spomenutu zavojnicu stavimo drugu, na čije je krajeve priključen galvanometar. Čim se tipkalom ukopča električna struja, kazaljka galvanometra pomaknut će se i odmah vratiti u početni položaj. Ista će pojava nastati kad prekinemo struju ili je jačamo odnosno slabimo. Naime, svaka promjena električne struje koja nastane kod ukapčanja i iskapčanja, odnosno jačanja ili slabljenja struje, izaziva promjenu magnetskog toka u obje zavojnice. Jedna zavojnica utječe na drugu jer su magnetski spojene, to jest cijeli im je magnetski tok ili jedan njegov dio zajednički. Prema tome vidimo da između dva strujna kruga može postojati veza preko magnetskoga polja iako nemaju metalnu vezu. Uzajamno djelovanje dvaju ili više strujnih krugova koji su međusobno vezani magnetskim tokom zove se međusobna indukcija.